# 日本科幻大會
日本科幻大會（日语：／ Nihon Esu Efu Taikai）是日本的科幻愛好者一年一度的大會。第一屆是於1962年在東京的目黑舉行，這屆大會又稱為MEG-CON。

## 命名慣例
日本科幻大會的正式名稱是。而每屆又以主辦地點而取別名，稱之為xxCON，CON是會議（Conference）之意，若同一地點舉辦多次，則後面會加上數字。例如1983年於大阪舉行的第23屆大會，別名就稱為DAICON4。有幾屆的別稱會改以日文的片假名或平假名寫成，但還是會以CON的發音結尾。不過也有例外，例如2001年於千葉縣舉行的就稱為未來國際會議，2003年在櫪木縣舉行的則稱為T-3。

## 大會活動
歷屆大會除了開幕式及閉幕式是全員參與之外，會期之中的活動是分成許多小會議進行的。每個小會議所參與的對象也不盡相同。

## 大會獎項
- 星雲賞：以開會前一年所發表的科幻文學作品為評選對象。有分長篇作品、短篇作品、日本國內作品、海外作品等。本獎源自於美國科幻大會的Nebula獎。
- 暗黑星雲賞
- 柴野拓美獎：由科幻作家柴野拓美所自行選定，頒發給對日本科幻界有重大貢獻的人。（頒至2007年為止）
- 最佳地球與海洋科幻賞

## 歷屆大會
1. 1962年 舉辦地點： 東京都 別名 MEG-CON
2. 1963年 舉辦地點： 東京都 別名 TOKON
3. 1964年 舉辦地點： 大阪市 別名 DAICON
4. 1965年 舉辦地點： 東京都 別名 TOKON 2
5. 1966年 舉辦地點： 名古屋市 別名 MEICON
6. 1967年 舉辦地點： 東京都 別名 TOKON 3
7. 1968年 舉辦地點： 東京都 別名 TOKON 4
8. 1969年 舉辦地點： 熊本縣 別名 KYUKON
9. 1970年 舉辦地點： 東京都 別名 TOKON 5
10. 1971年 舉辦地點： 大阪市 別名 DAICON 2
11. 1972年 舉辦地點： 名古屋市 別名 MEICON 2
12. 1973年 舉辦地點： 北海道 別名 EZOCON
13. 1974年 舉辦地點： 京都府 別名 MIYACON
14. 1975年 舉辦地點： 神户市 別名 SHINCON
15. 1975年 舉辦地點： 東京都 別名 TOKON 6
16. 1977年 舉辦地點： 横濱市 別名 HINCON
17. 1978年 舉辦地點： 神奈川縣 別名 ASHINOCON
18. 1979年 舉辦地點： 名古屋市 別名 MEICON 3
19. 1980年 舉辦地點： 東京都 別名 TOKON 7
20. 1981年 舉辦地點： 大阪市 別名 DAICON 3
21. 1982年 舉辦地點： 東京都 別名 TOKON 8
22. 1983年 舉辦地點： 大阪市 別名 DAICON 4
23. 1984年 舉辦地點： 北海道 別名 EZOCON 2
24. 1985年 舉辦地點： 新潟縣 別名 GATACON special 夏祭り
25. 1986年 舉辦地點： 大阪市 別名 DAICON 5
26. 1987年 舉辦地點： 石川縣 別名 URACON '87
27. 1988年 舉辦地點： 群馬縣 別名 MiG-CON
28. 1989年 舉辦地點： 名古屋市 別名 DAINA CON EX
29. 1990年 舉辦地點： 東京都 別名 TOKON 9
30. 1991年 舉辦地點： 金澤市 別名 i-CON
31. 1992年 舉辦地點： 横滨市 別名 HAMACON
32. 1993年 舉辦地點： 大阪市 別名 DAICON 6
33. 1994年 舉辦地點： 沖繩縣 別名 RYUCON
34. 1995年 舉辦地點： 濱松市 別名 はまなこん
35. 1996年 舉辦地點： 北九州市 別名 コクラノミコン
36. 1997年 舉辦地點： 廣島市 別名 あきこん
37. 1998年 舉辦地點： 名古屋市（火星） 別名 CAPRICON 1
38. 1999年 舉辦地點： 長野縣 別名 やねこん
39. 2000年 舉辦地點： 横滨市 別名 Zero-CON
40. 2001年 舉辦地點： 千葉縣 別名 未來國際會議
41. 2002年 舉辦地點： 島根縣 別名 ゆ～こん
42. 2003年 舉辦地點： 櫪木縣 別名 T-3
43. 2004年 舉辦地點： 岐阜市 別名 G-CON
44. 2005年 舉辦地點： 横滨市 別名 HAMACON 2
45. 2006年 舉辦地點： 宮城縣松島町 別名
46. 2007年 舉辦地點： 横滨市 別名 Nippon 2007（與世界科幻大會合辦）
47. 2008年 舉辦地點： 岸和田市 別名 DAICON 7
48. 2009年 舉辦地點： 那须盐原市 別名 T-con2009
49. 2010年 舉辦地點： 東京都 別名 2010TOKON10
50. 2011年 舉辦地點： 靜岡市 別名
51. 2012年 舉辦地點： 夕張市 別名 Varicon2012
52. 2013年 舉辦地點： 廣島縣 別名
53. 2014年 舉辦地點： 筑波市 別名
54. 2015年 舉辦地點：  米子市 別名
55. 2016年 舉辦地點： 三重縣 別名
56. 2017年 舉辦地點： 靜岡縣 別名
57. 2018年 舉辦地點：  群馬縣 別名
58. 2019年 舉辦地點： 埼玉縣 別名
59. 2020年 舉辦地點： 福島縣 別名 FUCCON
60. 2021年 舉辦地點： 香川縣 別名 SF60

## 參看
- 科幻小說
- 倪匡科幻獎
- 雨果獎
- GAINAX

## 外部連結
- 日本SFファングループ連合会議 （页面存档备份，存于）
- SF大会リスト （页面存档备份，存于）
- 年次日本SF大会開催規定 （页面存档备份，存于）